# 골다 메이어
골다 메이어(영어: Golda Meir, 영어 발음: /ˌɡoʊldə meɪˈɪər/), 또는 골다 메이르(히브리어: גולדה מאיר, 히브리어 발음: [ˈɡolda meˈ(ʔ)iʁ, ɡolˈda -] ( 듣기), 1898년 5월 3일~1978년 12월 8일)는 이스라엘의 정치인이다. 이스라엘 노동부 장관, 외무부 장관을 거쳐 1969년부터 1974년까지 이스라엘 제5대 총리를 역임했으며 2025년 기준으로 이스라엘의 첫 번째이자 유일한 여성 총리이다.
1898년 러시아 제국 키예프의 유대인 가정에서 골다 마보비치(러시아어: Го́лда Мабович, 히브리어: גּוֹלְדָּה מאַבאָוויטש)라는 이름으로 태어나 1906년 미국으로 이민을 갔다. 위스콘신주 사범학교를 졸업하고 교사로 활동하다가 노동 시온주의 활동을 시작했고 1921년 남편과 함께 팔레스타인 위임통치령 메르하비아로 거처를 옮겼다. 이후 히스타드루트의 키부츠 대표가 되었고 1934년 무역 연합의 집행 위원이 되었다. 제2차 세계 대전 당시 유대인 단체에서 활동했고 1948년 이스라엘 독립 선언서의 서명자들 중 한 명을 담당했다. 1949년 크네세트의 의원이 된 후 1956년까지 이스라엘 노동부 장관으로 활동했으며 1956년 이스라엘 수상 다비드 벤구리온에 의해 이스라엘 외무부 장관으로 임명되어 1966년 병으로 사임할 때까지 이스라엘 외무부에서 활동했다.
1969년 레비 에슈콜의 사망 이후 이스라엘 노동당 당수가 되어 이스라엘 총리에 임명되었고 총리 초기 이스라엘과 팔레스타인의 평화에 관해 서방 세계 지도자들과 외교 정책을 논의했다. 1973년 욤키푸르 전쟁 발발 이후 이스라엘 방위군의 패전과 인명 손실 소식으로 정치적 압박을 받았고 아그라나트 위원회로부터 초기 패전에 대한 책임 조사를 받았다. 골다는 그녀가 속한 하마라크 연합정권이 1973년 이스라엘 총선에서 패배한 후 총리직에서 사임했고 이츠하크 라빈이 새로운 총리가 되었다. 1978년 림프종으로 사망했고 시신은 헤르츨 언덕에 매장되었다.
골다 메이어는 이스라엘 건국 전후 당시 정치적 활동으로 '마거릿 대처 이전에 있었던 철의 여인', '이스라엘 내각에서 유일한 남성/사람'이라는 긍정적 평가를 받지만, 욤키푸르 전쟁 초기의 패전, 팔레스타인에 대한 억압적 정책으로 부정적 평가를 받고 있다. 대부분의 역사가들은 골다의 정치 경력이 이스라엘 총리였을 당시보다 노동부 장관이었을 때 더 성공적이었다고 평가한다.

## 생애

### 어린 시절

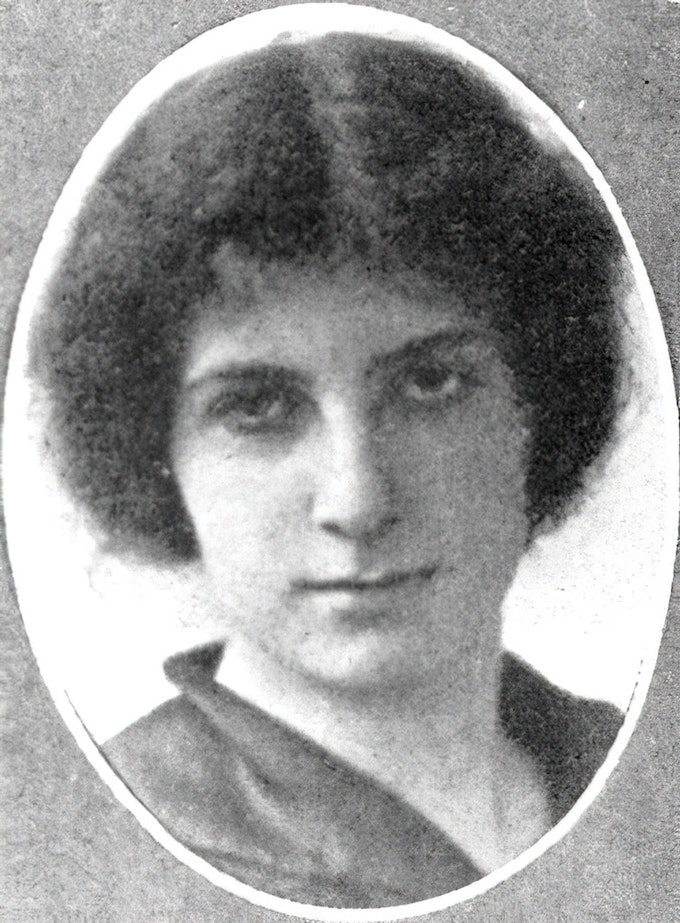
1914년에 찍은 사진

메이어는 골다 마보비치(러시아어: Голда Мабовиц)라는 이름으로 1898년 5월 3일 러시아 제국(현재 우크라이나)의 키이우에서 태어났다. 그녀의 자서전에 따르면, 그녀의 가장 오래된 기억은 그녀의 아버지가 포그롬이 다가온다는 소문을 들어서 집의 문에 널을 대는 모습이었다고 한다. 그녀에게는 친형제가 7명 있었으나 어릴 때 5명이 숨졌다고 한다.
1906년 그녀의 가족은 미국의 밀워키로 이민 가게 되었다. 그녀의 아버지는 목수로 일하였고, 어머니는 식료품 가게를 운영하였다. 그녀가 8세이던 1906년 가족을 위해 가게를 맡아봐야 하였다고 한다. 1906년에서 1912년까지 특별한 재능이 있는 학생을 위한 Fourth Street School을 재학하였다. 입학 당시 영어를 구사할 수 없었음에도 불구하고 수석으로 졸업하였다. 현재 이 학교는 그녀의 이름을 따 골다 메이어 학교라고 불린다.
그녀가 14세이던 1912년 형편이 어려워져 그녀의 어머니가 학업을 포기하고 결혼하라고 권하자, 그녀는 반항하고 덴버로 가출하였다가 1913년 밀워키로 돌아왔다.

### 팔레스타인으로 이주
그녀의 남편인 모리스 마이어슨과 함께 1921년에 팔레스타인으로 이주하였고 키부츠에 가입하였다. 그녀의 일은 아몬드를 따고 닭을 돌보고 부엌에서 일하는 것이었다. 시간이 지나면서 그녀의 남편은 키부츠에서의 생활에 싫증이 나서 1924년에 떠났다. 예루살렘으로 가기 전에 잠시 텔 아비브에 머물렀다. 점점 둘은 멀어졌으나 이혼하지는 않았다. 그녀의 남편은 1951년 숨졌다.
1949년에서 1956년까지 노동 총리를 지냈고, 1956년 데이비드 벤구리온 아래에서 공사가 되었다. 벤구리온이 그녀의 이름을 히브리어 이름으로 바꾸라고 요구하자 그녀의 성을 “메이어”(מאיר“빛을 만들다”를 의미)로 바꾸었다. 1960년대 초 그녀는 림프종이 있다는 것을 발견하였으나 1965년에 병이 심하게 악화될 때까지 비밀로 숨겼다. 총리 레비 에슈콜이 돌연사하자, 1969년에 연합당은 그녀가 그의 자리를 잇도록 선택하였다.

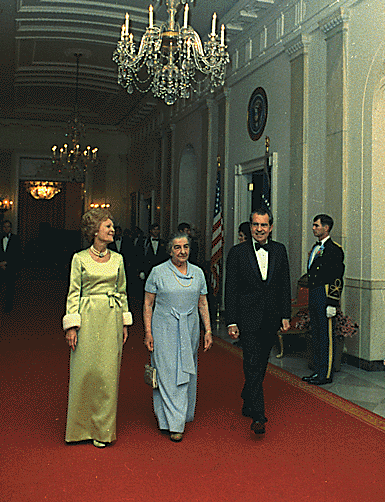
백악관에서 닉슨 부부와 함께

## 총리 재임

### 뮌헨 참사
서독 뮌헨에서 개최된 1972년 하계 올림픽 당시 팔레스타인 테러 단체인 검은 9월단이 이스라엘 선수단 11명을 사살하자, “우리의 시민들을 구해달라”라고 어필하였다. 세계의 반응이 미지근하다고 느끼자, 현장에 파견된 모사드 요원들에게 조건없이 테러리스트를 죽이도록 허가하였다.

### 욤키푸르 전쟁
전쟁이 시작한 날까지 이스라엘의 첩보 기관인 모사드는 공격이 임박하였는지 확실하게 결정하지 못하였다. 공격이 시작하기 6시간 전에 그녀의 측근들은 전쟁을 시작하지는 않으면서 시리아를 미리 공격하는 것이 좋다고 권유하였다. 메이어는 유럽은 중동의 석유에 너무 크게 의지하여 무기를 제공하지 않을 것이라고 판단하고, 오직 미국만이 이스라엘을 도와줄 수 있다고 믿었다. 선제공격을 할까 망설이다가, 결국에는 선제공격을 하면 이스라엘이 침략국으로 보일 것을 우려하여 결국에는 하지 않기로 하였다.

### 사직
욤키푸르 전쟁 후, 이스라엘의 정부는 내부 불일치와 전쟁에 관한 판단에 대한 비난 때문에 혼란이 많았다. 결국, 골다 메이어는 욤 키푸르 전쟁으로 인한 피해에 대한 책임을 지고 1974년 4월 11일에 공식적으로 사의를 표명하였다. 이후 6월 3일에 공식 퇴임했다. 1978년 12월 8일에 예루살렘에서 지병인 림프종이 악화되어 사망하였고, 12월 12일에 그녀의 사망지인 예루살렘에 매장하였다.

## 같이 보기
- 여성 국가 지도자